# Col de Tourniol
Le col de Tourniol est un col de montagne situé à 1 145 mètres d'altitude dans le département français de la Drôme, dans l'ouest du massif du Vercors.

## Histoire
Le 10 avril 1989, le vol 602 Uni-Air International, un Fairchild FH-227B assurant la liaison Paris-Valence avec 3 membres d'équipage et 19 passagers à bord, percute le relief près du col de Tourniol en procédure d'approche de l'aéroport de Valence-Chabeuil. Il n'y a aucun survivant.

## Cyclisme
Le Tour de France a emprunté ce col, classé 1re catégorie, lors de la 19e étape du Tour 1987 entre Valréas et Villard-de-Lans. C'est le Néerlandais Teun van Vliet qui est passé en tête au sommet.